# Armando Agnini
Armando Agnini (Napoli, 1884 circa – New Orleans, 27 marzo 1960) è stato un direttore d'orchestra italiano.

## Biografia
Giunse negli Stati Uniti all'età di diciotto anni. Iniziò a lavorare con compagnie di Boston e Montréal e debuttò al Metropolitan Opera House ne I puritani (con Maria Barrientos), nel 1919. Vi rimase fino al 1934 dirigendo Il barbiere di Siviglia (con Titta Ruffo e Elvira de Hidalgo come Rosina), Lucia di Lammermoor (con Amelita Galli-Curci e Beniamino Gigli e quindi con Toti Dal Monte), Tosca, Aida (con Rosa Ponselle e poi Elisabeth Rethberg), Madama Butterfly (con Geraldine Farrar e Giovanni Martinelli), Rigoletto, Cavalleria rusticana, La bohème, Manon Lescaut (con Aureliano Pertile come des Grieux), Pagliacci, Zazà, La navarraise, L'oracolo (con Antonio Scotti), Il trovatore, La forza del destino, L'amore dei tre re, Manon, Samson et Dalila, Boris Godunov (con Fëdor Šaljapin e Ezio Pinza), Faust, Fra Gherardo di Ildebrando Pizzetti (prima statunitense diretta da Tullio Serafin, 1929), La traviata (con Ponselle, poi Claudia Muzio e Tito Schipa), Les contes d'Hoffmann, Il signor Bruschino (prima statunitense, 1932), Lakmé (con Lily Pons), L'Africana, The Emperor Jones (con Lawrence Tibbett), Simon Boccanegra, Gianni Schicchi e Roméo et Juliette.
Agnini fu anche alla San Francisco Opera e direttore ospite a Città del Messico, Buenos Aires, Rio de Janeiro, Londra, Parigi, Pittsburgh, Filadelfia e Chicago.
Nel 1947, Agnini debuttò alla New Orleans Opera Association ne Il trovatore (con Stella Roman e Enzo Mascherini e mise in scena Carmen, Faust (con Pinza), Madama Butterfly (con Mario Lanza in una sua rara apparizione nel 1948) e Samson et Dalila.  Dal 1954 venne incluso nel cast dell'Association e divenne direttore del teatro mettendo in scena La bohème (diretta da Renato Cellini), Otello (con Ramón Vinay e Herva Nelli), Tosca (con Inge Borkh e Robert Weede), Lakmé, Rigoletto, Andrea Chénier, Martha, Die Fledermaus, Madama Butterfly, Carmen (con Norman Treigle nel suo primo Escamillo), Gianni Schicchi, Aida (con Nelli), Manon, Lucia di Lammermoor, Elektra, L'amore dei tre re, La traviata (con Lucia Evangelista), Le nozze di Figaro (con Virginia MacWatters come Susanna), Falstaff (con Leonard Warren), Cavalleria rusticana, Pagliacci, Werther, Faust, La Cenerentola, Boris Godunov (con Boris Christoff), Il barbiere di Siviglia, Manon Lescaut (con Eleanor Steber), Il trovatore (con Nelli e Warren), Don Pasquale, Turandot, L'elisir d'amore, Hänsel und Gretel, Norma, Don Giovanni, Les contes d'Hoffmann e Tannhäuser.
Agnini morì a New Orleans il 27 marzo 1960, per un attacco di cuore durante le prove di Samson et Dalila (con Risë Stevens e Vinay).